# Guanahani

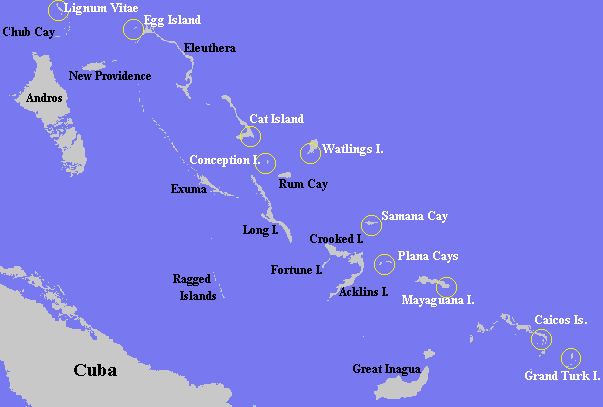
Illes Bahames: marcades amb un cercle es poden veure les illes que han estat identificades com Guanahani.

Guanahani és el nom originari de l'illa en la qual va desembarcar Cristòfor Colom el 12 d'octubre de 1492, quan va arribar per primera vegada a Amèrica, i que va rebatejar com a «San Salvador», nom amb què encara és coneguda l'illa de les Bahames que s'identifica comunament amb l'antiga Guanahani. L'illa estava habitada pel poble lucayo, o taíno. Guanahani és sens dubte una de les illes de l'arxipèlag de les Antilles, i més precisament a les Bahames. Tanmateix la identificació de l'illa exacta a la qual va arribar Colom és matèria de debat.
La pronunciació correcta és Guanahani, sense accent en la i final.

## Dades històriques

### Carta de Colom
El 29 d'abril de 1493 es va publicar a Barcelona una carta de Colom a l'Escrivà de ració en la qual s'anunciava el Descobriment. Es tracta del primer document imprès que esmenta el nom de Guanahani, però sense aportar cap dada sobre l'illa:
| «                                     | A la primera illa que jo vaig trobar vaig posar nom Sant Salvador a commemoració de La seva alta Majestat, el qual meravellosament tot això ha donat; els indis li diuen 'Guanahani' ; a la segona vaig posar nom l'illa de Santa Maria de Concepció; a la tercera Fernandina; a la quarta la Isabela; a la cinquena l'illa Joana, i així a cadascuna nom nou. | » |
| — Carta de Colom a l'Escrivà de ració | |   |

### Mapa de Juan de la Cosa

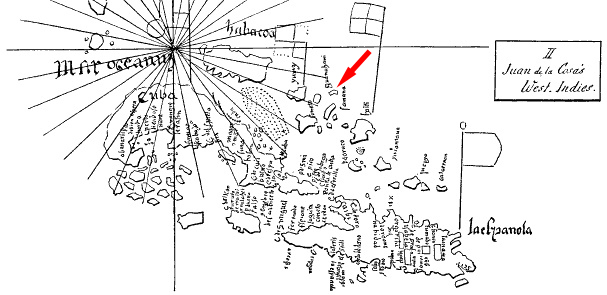
Reproducció esquemàtica del mapa de Juan de la Cosa en el qual l'illa de Guanahani apareix assenyalada amb una fletxa vermella.

Al mapa de Juan de la Cosa, realitzat cap a 1500, figura per primera vegada el topònim Guanahani. Apareix com una petita illa al nord-est de Cuba, a l'arxipèlag que avui es coneix com les Bahames. Curiosament, el mapa no esmenta cap fet particular sobre l'illa ni li dona un tractament gràfic particular.

### Pere Màrtir
L'italià Pere Màrtir d'Angleria, que va ocupar llocs de responsabilitat en les corts dels Reis Catòlics i els seus successors, va narrar els viatges de Colom en una sèrie d'epístoles escrites en llatí i compilades a l'obra De Orbe Novo, la primera part o «dècada» va ser impresa l'any 1511. En el relat del Primer Viatge, Màrtir afirma que Colom va visitar «6 illes» però no especifica quina va ser la primera albirada i només cita els noms de Juana i l'Espanyola.  No obstant això, més endavant, en explicar el Segon Viatge, Màrtir esmenta que «durant el seu primer viatge, l'Almirall havia pres amb si a un nadiu de Guanahani (una illa a prop de Cuba), a què havia anomenat Diego Colón i a què havia criat al costat dels seus propis fills ».

### Juan Ponce de León
Segons el cronista Antonio d'Herrera, el conqueridor Juan Ponce de León va fer escala a Guanahani el 14 de març de 1513, durant el seu viatge des de Puerto Rico fins a Florida. Herrera situa l'illa als 25º40' de latitud nord.

### Fernández d'Oviedo
Una de les primeres cròniques del Descobriment va ser la que va publicar Gonzalo Fernández d'Oviedo l'any 1535. Aporta més informació sobre Guanahani, situant-la a l'arxipèlag dels Lucayos (les Bahames):
| « | ... des de la nau capitana es veu l'illa que els indis anomenen 'Guanahani' . (...) és una de les illes que diuen dels Lucayos (...). En aquella illa que he dit de Guanahani on l'almirall i els que amb ell anaven van veure indis i gent nua, i allí li van donar notícia de l'illa de Cuba. I com després van trobar moltes illetes que estan juntes i al voltant de Guanahani, començaren els cristians a anomenar-les Illes Blanques (perquè així ho són per la molta sorra), i l'almirall els va posar de nom les Princeses, perquè van ser el principi de la vista de les Índies. I va arribar a elles, especialment a la de Guanahani, i va estar en ella i una altra que es diu Caycos; però no va prendre terra en cap d'elles, segons afirma Hernan Perez Matheos, pilot que avui dia està en aquesta ciutat de Santo Domingo, que diu que es va trobar allà. Però a molts altres he sentit dir que l'almirall va baixar a terra a l'illa de Guanahani i la va anomenar Sant Salvador; i això és el més cert i el que s'ha de creure dallò. I d'allí va venir a Baracoa, port de l'illa de Cuba de la banda de nord ... | » |
| — Traduït de G. Fdez. D'Oviedo, Història general i natural de les Índies, illes i terra-ferma de la mar Oceà , caps. V i VI | |   |

### Cosmògrafs de la Casa de Contractació
El cosmògraf sevillà Alonso de Santa Cruz va descriure i va situar Guanahani de manera precisa en el seu llibre Islario General, escrit en la primera meitat de segle xvi i mai imprès:
| «                                                   | ... van veure una illa al septentrió de la gran illa, que després es va dir Espanyola i gairebé la seva adjacent, anomenada pels indis Guanahani (...) és de fins a vuit llegües de llarg i sis d'amplada i prop de si a la part de llevant té tres illots anomenats el triangle perquè fan tal forma (...) i entre Samana i Guanahani estan dos illots petits amb tres isleos sense nom i totes aquestes que estan com al voltant de les quals van ser aquestes illes blanques per la gent de Colom i pel de les Princeses que es veuen totes des de Guanahani per fins a onze llegües a sud-oest de Guanima i de Xumeto; | » |
| — Islario General ... , transcrit per Mariano Costa | |   |

Per la mateixa època, el pilot major de la Casa de Contractació de Sevilla, Alonso de Chaves, va anotar la latitud de Guanahani (25ºN) i altres dades posicionals en el seu  Espejo de navegantes, escrit cap a 1540:
| «                                                   | Guanahaní illa dels lucayos. Per la banda de nord està en vint i 5 graus 25 graus. Està a el sud-est de Guanima, dista della catorze llegües 14 llegües. Està al nord-oest de Maiaguana. Dista d'ella vint i set llegües 27 llegües. Està al nordest de Samana; dista d'ella vuit llegües 8 llegües. Aquesta illa té de llarg de nordest sud-est vuit 8 llegües i de nord-est sud-est quatre 4 llegües. Té un port a la banda del nord-est. I davant d'ell uns tres illots que es diuen el triangle. És neta a la reonda. I aquesta illa s'assembla amb Samaná. Aquesta és l'illa que primer va ser trobada quan es van descobrir aquestes Índies. Corren aquí les aigües al nordnordest. | » |
| — Espejo de navegants , transcrit per Mariano Costa | |   |

### Hernando Colón
Hernando Colom, fill natural de Cristòfor Colom, va escriure una biografia del seu pare en la qual detalla cadascun dels seus viatges. Aquesta obra va ser escrita a la dècada de 1530 però no va ser impresa fins a l'any 1571, a Venècia. s'hi repeteix la llista de les illes descobertes en el Primer Viatge:
| «                                                                           | ... el divendres 19 d'octubre van passar a una altra illa anomenada Samoeto i a la qual l'Almirall va donar el nom d'Isabela, per guardar un ordre en les seves denominacions: a la primera, anomenada pels indis Guanahani, la va anomenar Sant Salvador, a glòria de Déu que se l'havia manifestat i els havia salvat de molts perills; a la segona, per la devoció que tenia la concepció de la Verge, i perquè el seu favor és el principal que tenen els cristians, la va cridar Santa Maria de la Concepció; a la tercera, anomenada pels indis ¿?, la va batejar com Fernandina en honor del rei don Fernando; i a la quarta com Isabela per respecte a la seva majestat la reina Isabel. A la següent que va trobar, és a dir, Cuba, la va cridar Joana, en honor del príncep don Joan, hereu de Castella ... | » |
| — Hernando Colom, Historia del Almirante, cap.XXV (traducció de M. Carrera) | |   |

Hernando dona algunes dades geogràfiques sobre Guanahani, esmentant una llacuna, un gran port i una península:
| «                | ... es tractava d'una illa de quinze llegües de longitud, plana i sense muntanyes, plena d'arbres molt verds i transparents aigües i amb una gran llacuna al mig. Estava poblada per molta gent ... | » |
| — idem, cap.XXII | |   |

| «                | El diumenge següent, 14 d'octubre, l'Almirall va recórrer amb les llanxes la costa de l'illa en direcció nord-oest, per veure el que hi havia al voltant d'ella. A la zona visitada va trobar una gran ancorada o port, suficient per donar cabuda a tots els vaixells de la cristiandat. (...) Va arribar per fi a una península que difícilment es podria envoltar per mar en tres dies, habitable, i on es podria construir un bon fort. Allà va veure sis cases dels mateixos indis, amb uns jardins al voltant tan florits com els que hi ha a Castella al mes de maig. | » |
| — Idem, cap.XXIV | |   |

### Bartolomé de les Casas

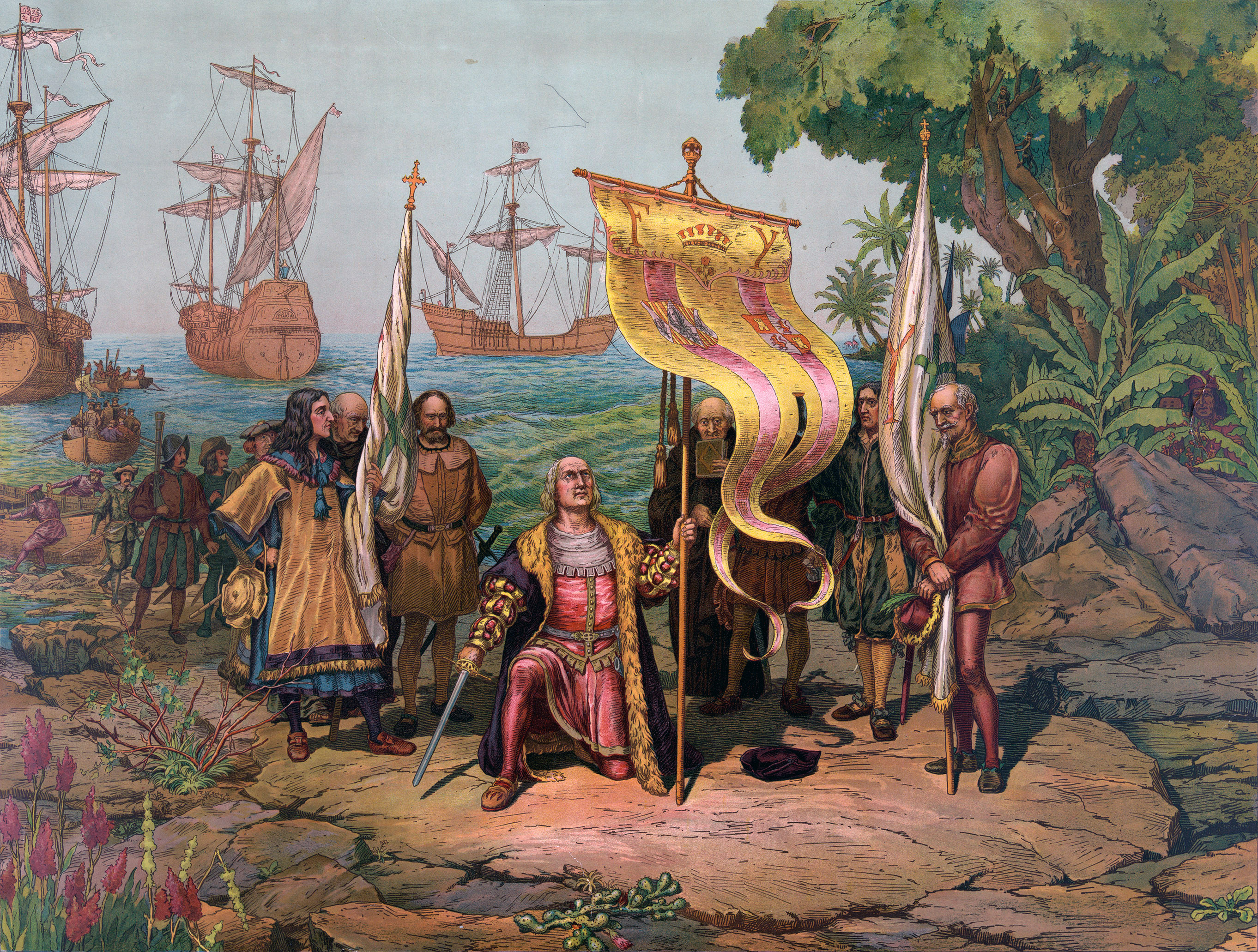
Representació del desembarcament de Colom a Guanahani inspirada en el relat de Bartolomé de les Cases (1893).

La Història de les Índies del frare i bisbe Bartolomé de las Casas és considerada la principal font d'informació sobre el Primer Viatge de Colom perquè inclou, segons l'autor, transcripcions literals del quadern de bitàcola de l'Almirall. De Las Casas afirma haver començat a escriure la seva obra cap a 1527 però només la va afrontar amb força en la segona meitat dels anys 1540, quan va obtenir accés a la biblioteca privada d'Hernando Colom a Sevilla. L'obra va quedar en manuscrit i va ser oblidada fins a la seva redescobriment a 1791. Els següents són extractes d'aquest document. 
El resum del Diari de Colom compte de el següent manera el moment de l'arribada a Guanahani:
| « | Dijous 11 d'octubre : ... A les dues hores després de mitjanit va apareixer la terra, de la qual estariem a 2 llegües. Amainaren totes les veles, i van quedar amb el treo, que és la vela gran, sense bonetas, i posaren a la corda, temporizant fins al dia divendres que van arribar a un illot dels Lucayos, que es deia en llengua d'indis Guanahani. Després van veure gent nua i l'Almirall va sortir a terra a la barca armada i Martín Alonso Pinzón i Vicente Yañez, el seu germà, que era capità de la Niña. Va treure l'Almirall la bandera real; i els capitans amb dues banderes de la creu verda que portava l'Almirall en tots els navilis per senyal, amb una F i una I: damunt de cada lletra la seva corona, una d'un cap de la † i una altra d'un altre. Llocs en terra van veure arbres molt verds, i aigües moltes i fruites de diverses maneres. L'Almirall va cridar els dos capitans i als altres que van saltar a terra, ja Rodrigo d'Escobedo, escrivà de tota l'armada, ja Rodrigo Sánchez de Segòvia, i digué que li donessin per fe i testimoniatge com ell per davant de tots prenia, com de fet va prendre, posessió de la dita illa pel Rei i per la Reina seus senyors, fent les protestacions que es requirien, com més llarg es conté en els testimonis que allí es feren per escrit. Després es va ajuntar allà molta gent de l'illa. | » |

L'illa estava habitada pel poble lucai o taí. El text dalt citat, és el primer en què els europeus utilitzen el terme «indis» per denominar de forma generalitzada als pobladors d'Amèrica, paraula que deriva de l'error que van cometre al pensar que l'illa Guanahani es trobava a la zona oriental del continent asiàtic, que els europeus de llavors confonien amb Índia. Els taínos havien organitzat una societat agrària, relativament avançada, basada en el cultiu del blat de moro, la mandioca i el cotó, incloent altres importants cultius com el cacauet (cacauet), la pebre, la pinya, el moniato i el tabac. El mateix Colom relata en el seu diari que conreaven carabasses i cotó i que posseïen cases i «hortes d'arbres». 

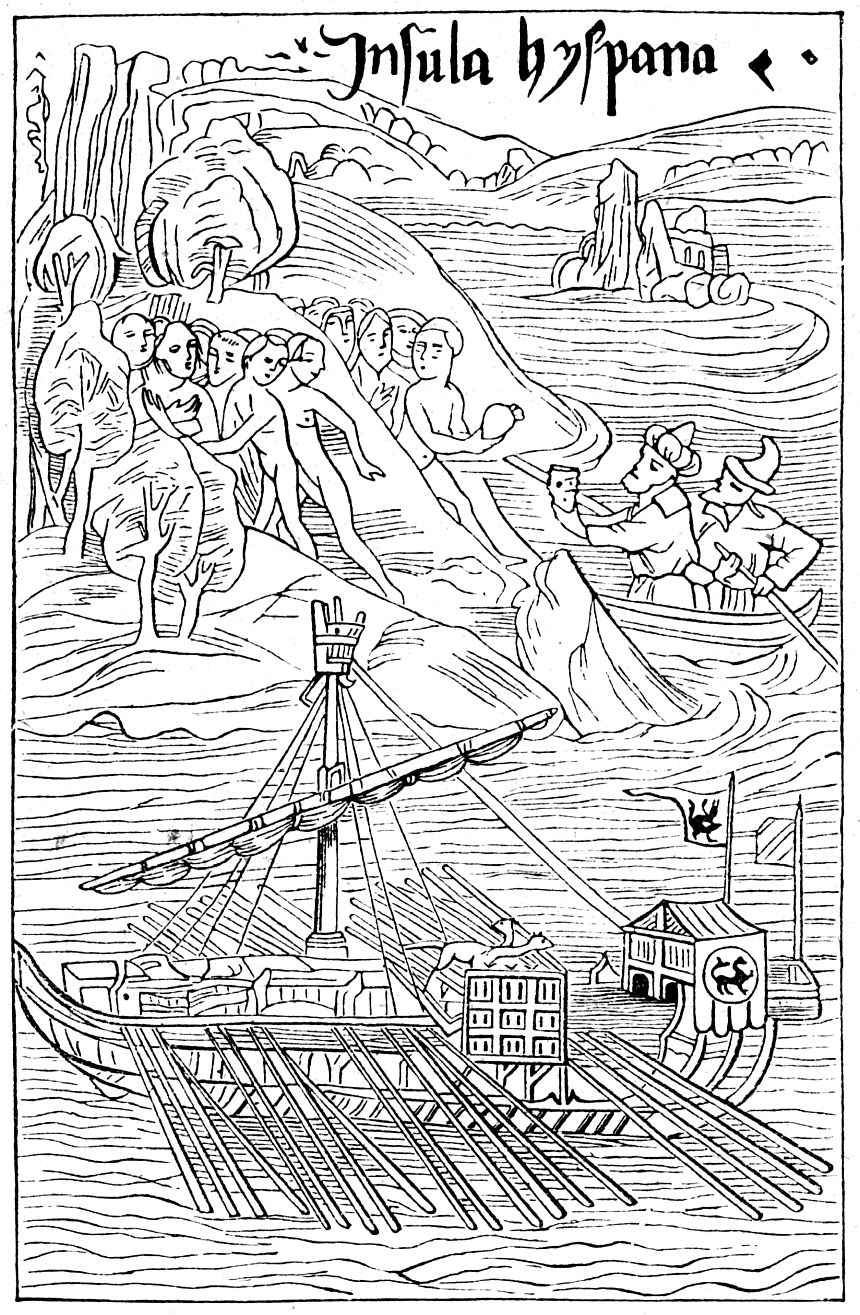
Colom desembarca a Guanahani.

Taíns i espanyols van intercanviar productes pacíficament, però aquells no tenien possessions d'or, principal producte que buscaven els espanyols. A l'endemà el Diari comentava:
| « | Dissabte 13 d'octubre : ... I jo estava atent i treballava de saber si havia or. I vide que alguns d'ells portaven un pedaç penjat en un forat que tenen al nas. I per senyals vaig poder entendre que anant a sud o voltant l'illa pel sud, que estava allí un rei que tenia grans gots d'això, i entenia molt. | » |

No obstant això, tot i la bona relació entre taíns i espanyols, Colón ja pensava en Guanahani en la possibilitat de esclavitzar:
| « | Diumenge 14 d'octubre : ... Les vostres Alteses quan manin els poden dur tots a Castella o tener-los a la mateixa illa captius, perquè amb cinquanta homes els tenen tots subjugats, i els faran fer tot el que volgués (n). | » |

El resum del Diari descriu Guanahani de l'seguent manera:
| « | Dissabte 13 d'octubre : ... Aquesta illa és ben gran i molt plana i d'arbres molt verds i moltes aigües i una llacuna enmig molt gran, sense cap muntanya, i tota ella verd, qu 'és plaer de mirar-la. | » |

També dona informació sobre la posició de l'illa, afirmant que la seva latitud és la mateixa que la de les Canàries:
| « | Dissabte 13 d'octubre : ... està l'este amb l'illa de l'Fierro, en Canària, sota una línia. | » |

Colom va abandonar Guanahani el diumenge 14 d'octubre a la tarda:
| « | Diumenge 14 d'octubre : ... Jo vaig mirar tot aquell port i després em tornà a la nau i vaig donar la vela, i vide tantes illes que jo no sabia determinarme a qcual aniria primer. I aquells homes que jo tenia pres em dezían per senyals que eren tantes i tantes que no havia nom i nombraren pel seu nom més de cent. Per tant, jo vaig mirar per la més gran, i aquella vaig determinar amidar, i així faig, i serà lluny d'aquesta de Sant Salvador cinc llegües i les altres dellas més, dellas menys. Totes són molt planes, sense muntanyes i molt fèrtils i totes poblades, i es fan guerra l'una a l'altra ... | » |

### López de Gómara
En el seu Història general de les Índies (1552), Francisco López de Gómara situa també Guanahani a les Bahames:
| «                                                             | La terra que primer van veure va ser Guanahani, una de les illes Lucayos, que cauen entre la Florida i Cuba, en la qual es va prendre després terra, i la possessió de les Índies i Nou-Món, que Colom descobria pels Reis de Castella. De Guanabaní van anar a Barucoa, port de Cuba, on van prendre certs indis; i tornant enrere a l'illa d'Haití, van tirar àncores al port que va anomenar Colom Reial. | » |
| — F. López de Gómara, Història general de les Índies, cap.XVI | |   |

## Candidates
La localització exacta de l'illa de Guanahani és summament complexa a causa de el fet que el llibre de bitàcola de Colom s'ha perdut i l'única evidència disponible es troba en el resum realitzat per Bartolomé de las Casas. 

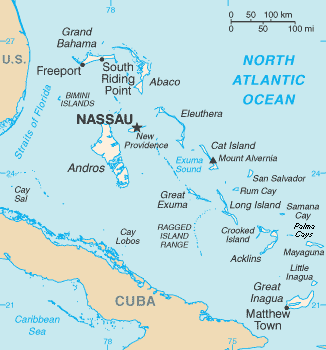
Mapa de Bahames.

- Cai Samana (Samana Cay). Cai Samaná es troba al centre est del grup de les Bahames. Va ser proposada com a candidata per primera vegada l'any 1882 per  Gustavus V. Fox, capità de la marina nord-americà. [12] La teoria de Fox va ser molt poc coneguda fins que l'any 1986 Luis Marden i la seva esposa la matemàtica Ethel Cox Marden de la revista National Geographic van realitzar detallats càlculs i van repetir el viatge de Colom des de les illes Canàries, per concloure que Guanahani era Cayo Samaná.[13][14] Actualment aquesta hipòtesi és sostinguda per la National Geographic Society. [15]

- Cais francesos o Cais Plana (Plana Cays o French Cays). Es troben al sud de Cai Samana i a l'oest de l'illa Mayaguana. La possibilitat que Guanahani sigui el cai més occidental del grup va ser proposada inicialment per l'almirall dominicà Ramon juliol Didiez Burgos[16] en 1974 i revisada per Keith A. Pickering l'any 1994.[17]

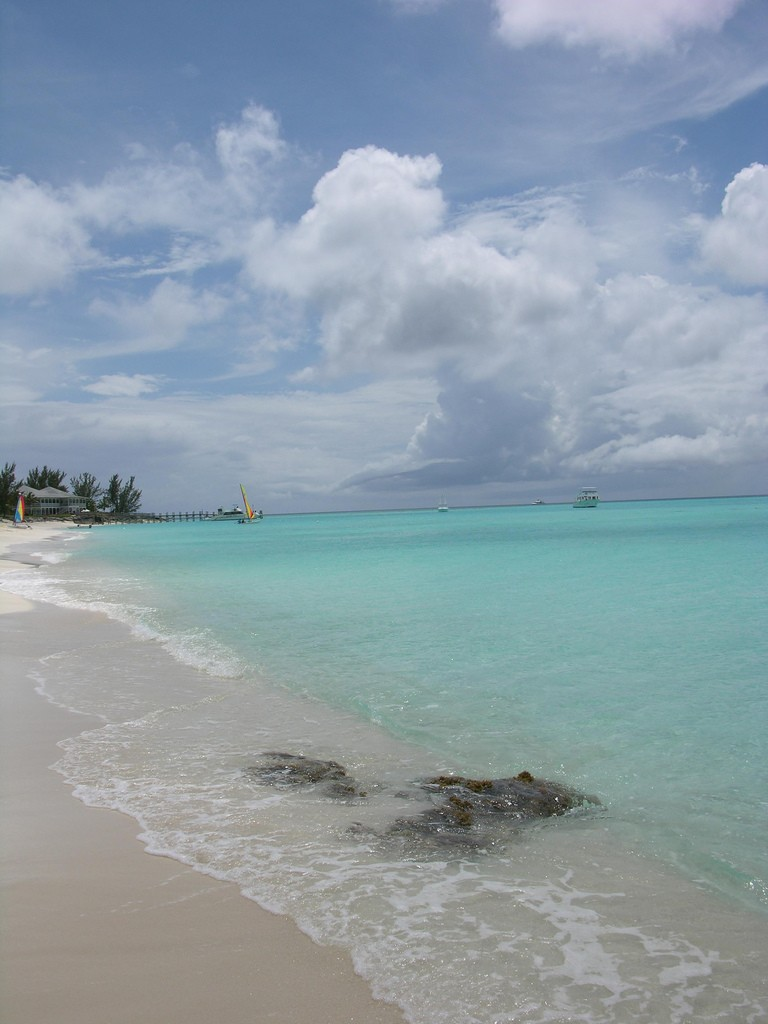
Bahames. Una platja com aquesta va poder ser el lloc del desembarcament de Colom el 12 d'octubre de 1492.

- Sant Salvador. Es troba al nord-nord-oest de Cai Samana. Denominada illa Watling fins a l'any 1925 quan va prendre el seu nom actual. Joan Baptista Muñoz la va proposar l'any 1793 com lloc probable de Guanahani. [18] Altres defensors de la seva candidatura són AB Becher (1856),[19] James Murdock (1884),[20] Richard Henry Major (1871), Antonio María Manrique (1890)[21] i Samuel Eliot Morison (1942).

- Illa Mayaguana. Situada a l'est i molt a prop del Cai Samana i els Cais Francesos. Va ser proposada pel brasiler Francisco Varnhagen l'any 1825.
- La Illa Grand Turk (Grand Turk Island). És l'illa principal i seu del govern local del territori britànic de les Illes Turks i Caicos. Es troba al sud-est de l'illa Mayaguana. Va ser proposada per Martín Fernández de Navarrete l'any 1824 i Robert Power a l'any 1983. A l'any 1992, Gregory McIntosh va identificar la Gran Turca no amb Guanahani sinó amb Babueca, una illa descoberta independentment per Martín Alonso Pinzón entre novembre i desembre de 1492.[22]

- Illa Concepció (Conception Island). Va ser proposada per R. T. Gould l'any 1943. [23]
- Caicos de l'Est (East Caicos). Proposta per Pieter Verhoog l'any 1947. [24] Però és l'única illa (entre les propostes) que no té una llacuna en el seu interior, cosa que no concorda amb les descripcions d'Hernando Colón i Las Casas.
- Illa Cat (Cat Island). L'illa Cat es troba immediatament a nord del Salvador/Watlings i era àmpliament considerada com Guanahani fins que en 1791 es va redescobrir el resum de la bitàcola de Colom realitzat per Bartolomé de las Casas, que va ser publicat l'any 1875-1876. [25] la descripció de Guanahani en el manuscrit de Las Casas no era compatible amb la possibilitat que es tractés de l'illa Gat; en primer lloc perquè l'illa Gat (Cat) no té escull, que segons las Casas circumdava a Guanahani. Els defensors d'aquesta hipòtesi sostenen els seus arguments en antics mapes. Un dels més importants partidaris va ser l'explorador canadenc Alexander Mackenzie.
- Illa Ou (Egg Island). Proposta per Arne Molander en 1981. [26]
- Cai Lignum Vitae (Lignum Vitae Cay). Proposat per John Winslow l'any 1989. [27]

## Pistes

### La ruta transatlàntica
Una manera d'intentar localitzar Guanahani és seguir les distàncies i direccions que Bartolomé de las Casas va anotar en el seu resum del Primer viatge de Colom. Segons alguns investigadors, aquestes dades portarien a un punt situat cinc milles nàutiques al sud de l'illa Waitling / El Salvador. Però si es prenen en consideració les corrents marins i els vents, tal com van fer Luis Marden i Ethel Cox Marden el 1986, la ruta acabaria en un punt just al sud-est de Cai Samana. I si es prengués en compte la declinació magnètica (desviació de la brúixola pel que fa al nord geogràfic), la ruta podria portar a un punt al sud de Cais Plana i a l'est de l'illa Acklins. D'altra banda va poder haver existit també deriva erràtica de les naus així com trastorns de la brúixola, el que complicaria encara més la determinació precisa del lloc utilitzant aquest mètode.

### La descripció de Guanahani
Bartolomé de las Casas descriu l'illa en el seu resum del Diari de la següent forma:
| « | Dissabte 13 d'octubre : ... Aquesta illa és ben gran i molt plana i d'arbres molt verds i moltes aigües i una llacuna enmig molt gran, sense cap muntanya, i tota ella verd, que és plaer de mirar-la. | » |

Totes les illes proposades són planes, arbrades i posseeixen una llacuna. Només l'illa Caicos de l'Est no té llacuna.
A l'entrada corresponent al 14 d'octubre, las Casas afirma que Colom va fer un trajecte en vaixell a la banda est de l'illa seguint un rumb nord-nord-est:
| « | Diumenge 14 d'octubre : En clarejant mano adereçar el batell de la nau i les barques de les caravel·les, i va anar a l'altra banda de l'illa, en el camí del nord-nordest, per veure l'altra part, que era l'altra part de la què havia. | » |

Aquest trajecte només és possible en Cais Plana, Concepció, Ou (Egg) i fins a cert punt a Cai Samana.
En el mateix paràgraf Las Casas transcriu l'afirmació de Colom que un escull envoltava tota l'illa:
| « | Diumenge 14 d'octubre : ... mes jo tenia de veure una gran restinga de pedres, que prop tota aquella illa al voltant i entremig queda profund, i port per quantes naus hi ha en tota la cristiandat, i l'entrada d'això molt estreta. | » |

Totes les illes proposades excepte Gat (Cat) tenen escull, però la del Salvador / Waitling no circumda completament l'illa. D'altra banda, l'espai intern a l'illa Ou (Egg) és massa petit per coincidir amb la descripció de Colom («caben tots els vaixells de la cristiandat»).